# Адам (Воєгуртське сільське поселення)
Ада́м (рос. Адам) — присілок в Балезінському районі Удмуртії, Росія.

## Населення
Населення — 22 особи (2010; 23 в 2002).
Національний склад станом на 2002 рік:
- удмурти — 78 %